# روی سالوادوری
روی فرانچسکو سالوادوری (انگلیسی: Roy Francesco Salvadori؛ زادهٔ ۱۲ مهٔ ۱۹۲۲ در دوورکورت، اسکس، درگذشتهٔ ۳ ژوئن ۲۰۱۲ در مونت‌کارلو) رانندهٔ مسابقات اتومبیل‌رانی اهل بریتانیا بود که از فصل ۱۹۵۲ تا ۱۹۶۲ در مجموع در پنجاه گراند پری از مسابقات جهانی فرمول یک شرکت کرد.
او در طول دوران فعالیت خود در فرمول یک مجموعاً ۲ بار بر روی سکو رفت و ۱۹ امتیاز را نیز به نام خود به‌ثبت رساند.
سالوادوری در ۳ ژوئن ۲۰۱۲ در مونت‌کارلو، موناکو درگذشت.